# しょうぶの梨100年記念園

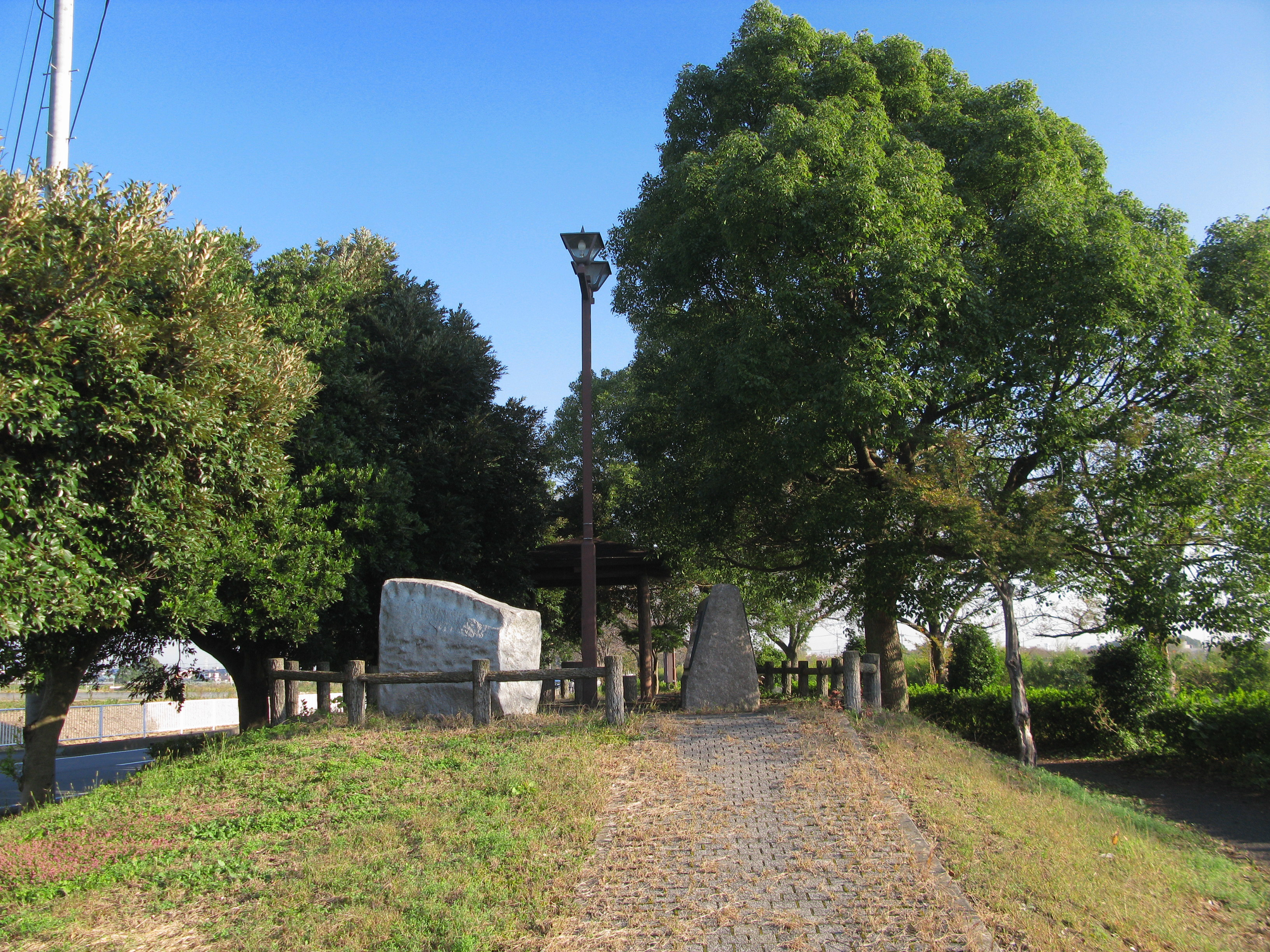
園内

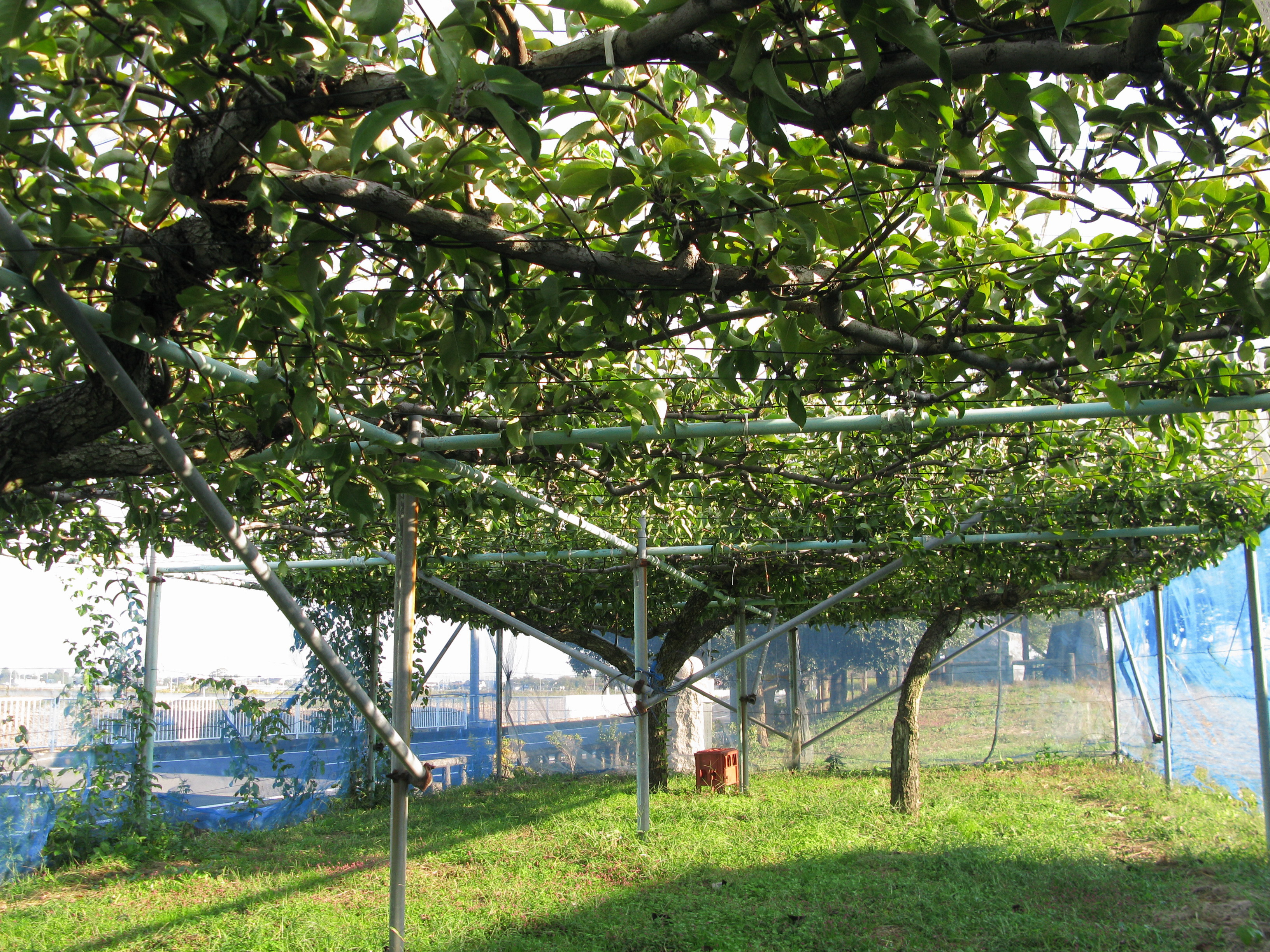
梨園

しょうぶの梨100年記念園（しょうぶのなし ひゃくねんきねんえん）は、埼玉県久喜市にある、旧南埼玉郡菖蒲町（現：久喜市）が設置、管理・運営する公園である。

## 概要
このしょうぶの梨100年記念園は1994年（平成6年）3月に完成した公園である。この公園は「菖蒲の梨」が歩んできた歴史を記念すると同時に、五十嵐八五郎の功績をたたえて整備された。園内には碑文や俳句や短歌が彫刻された石碑や四阿が所在している。碑文には当地、旧南埼玉郡菖蒲町（現：久喜市菖蒲区域）の梨の歴史が紹介されている。そのほか、小規模な梨園も整備されている。

## 施設
- 梨園
- あずまや
- 街灯
- 園路
- 「しょうぶの梨百年記念園」と彫られた石碑
- 「しょうぶの梨百年記念碑」と彫られた石碑
- 俳句の碑・短歌の碑

## 所在地
- 〒346-0115 埼玉県久喜市菖蒲町小林
- 〒346-0112 埼玉県久喜市菖蒲町柴山枝郷

上記の地名にまたがり所在している。

## 交通
- 久喜市菖蒲総合支所より南南西方へ（見沼代用水の右岸側（西側）を下流方面へ）徒歩にて約5分。

## 周辺・関連項目
- 五十嵐八五郎
- 久喜市立菖蒲中学校
- 久喜市役所菖蒲総合支所
- 八束緑地グラウンド
- 見沼代用水土地改良区
- 見沼代用水
  - 緑のヘルシーロード
  - 萩の径
- 附廻堀悪水路
- 沼落悪水路
- 野通川
- 小林沼